# Ga Hảo Sơn
Ga Hảo Sơn là một nhà ga xe lửa tại xã Hòa Xuân Nam, thị xã Đông Hòa, tỉnh Phú Yên. Nhà ga là một điểm trên tuyến đường sắt Bắc Nam tiếp nối sau ga Phú Hiệp và trước ga Đại Lãnh (tỉnh Khánh Hoà). Lý trình ga: Km 1220 + 140.

## Nối ray hoàn thành tuyến đường sắt Bắc Nam
Ngày 2 tháng 9 năm 1936, tuyến đường sắt nối Tourane (Đà Nẵng) với Nha Trang đã được nối ray, đánh dấu sự hoàn thành của tuyến đường sắt Bắc Nam. Để kỷ niệm sự kiện này, một tấm bia đã được dựng lên ở vị trí ga ngày nay. Tuy vậy, do ảnh hưởng chiến tranh mà tấm bia đã không tồn tại được về sau này.